# Prémio Aristides de Sousa Mendes
O Prémio Aristides de Sousa Mendes é um prémio literário, atribuído anualmente pela Acção Sindical dos Diplomatas Portugueses.
Esse prémio criado no ano de 1995, em homenagem a Aristides de Sousa Mendes do Amaral e Abranches, tem a finalidade de premiar as obras ou estudos cujo conteúdo versem a política internacional.

## Vencedores do prémio
| Ano       | Autor Galardoado                                    | Obra |
| 1995      | Dr. João Marques de Almeida                         | Portuguese Security Policy: Between Geopolitical Culture and Institutional Commitment                           |
| 1996      | Embaixador José Calvet de Magalhães                 | Portugal e as Nações Unidas: A Questão Colonial (1955 a 1974)                                                   |
| 1997      | Dra. Alexandra Barahona de Brito                    | Condicionalidade Política e Cooperação para a Promoção da Democracia e dos Direitos Humanos                     |
| 1998/1999 | Dr. Pedro Aires Ribeiro da Cunha Oliveira           | Armindo Monteiro - uma biografia política                                                                       |
| 1999/2000 | (não atribuído)                                     | — |
| 2001/2002 | Dr. Bruno César Santos Cardoso Reis (ex aequo)      | Salazar e o Vaticano                                                                                            |
| 2001/2002 | Dr. Luís Nuno Rodrigues (ex aequo)                  | Do "Topo da Montanha" Ao "Fundo do Vale": Portugal e os Estados Unidos Durante a Presidência de John F. Kennedy |
| 2004      | Prof. Dra. Ana Maria Homem Leal de Faria (ex aequo) | Duarte Ribeiro de Macedo, um diplomata moderno (1618-1680)                                                      |
| 2004      | Dra. Maria Manuel Stocker (ex aequo)                | Portugal na rota da descolonização: a queda da Índia                                                            |
| --------- | --------------------------------------------------- | --- |

## Menções honrosas
| Ano       | Autor Galardoado                                 | Obra                                                                              |
| 2001/2002 | Dra. Maria Regina Costa Flor e Almeida Marchueta | Reflexões sobre o Terrorismo Internacional                                        |
| 2004      | Dra. Noémia da Encarnação Padilha Malva Novais   | João Chagas - Guerra e Paz: a problemática da participação de Portugal, 1914-1919 |
| 2004      | Dra. Manuela Franco                              | Os Judeus levantinos de origem portuguesa                                         |
| 2004      | Dr. Marco António Baptista Martins               | Um contributo para a definição da política externa da China - 1894-2004           |
| 2004      | Dra. Cristina Pacheco                            | Portugal na Sociedade das Nações                                                  |
| 2004      | Embaixador Luiz Gonzaga Ferreira                 | Wenceslau de Moraes, o diplomata                                                  |
| 2004      | Dra. Andreia Sofia Pinto de Oliveira             | O Direito de Asilo na Constituição Portuguesa de 1976                             |
| --------- | ------------------------------------------------ | --------------------------------------------------------------------------------- |